# François Corneloup

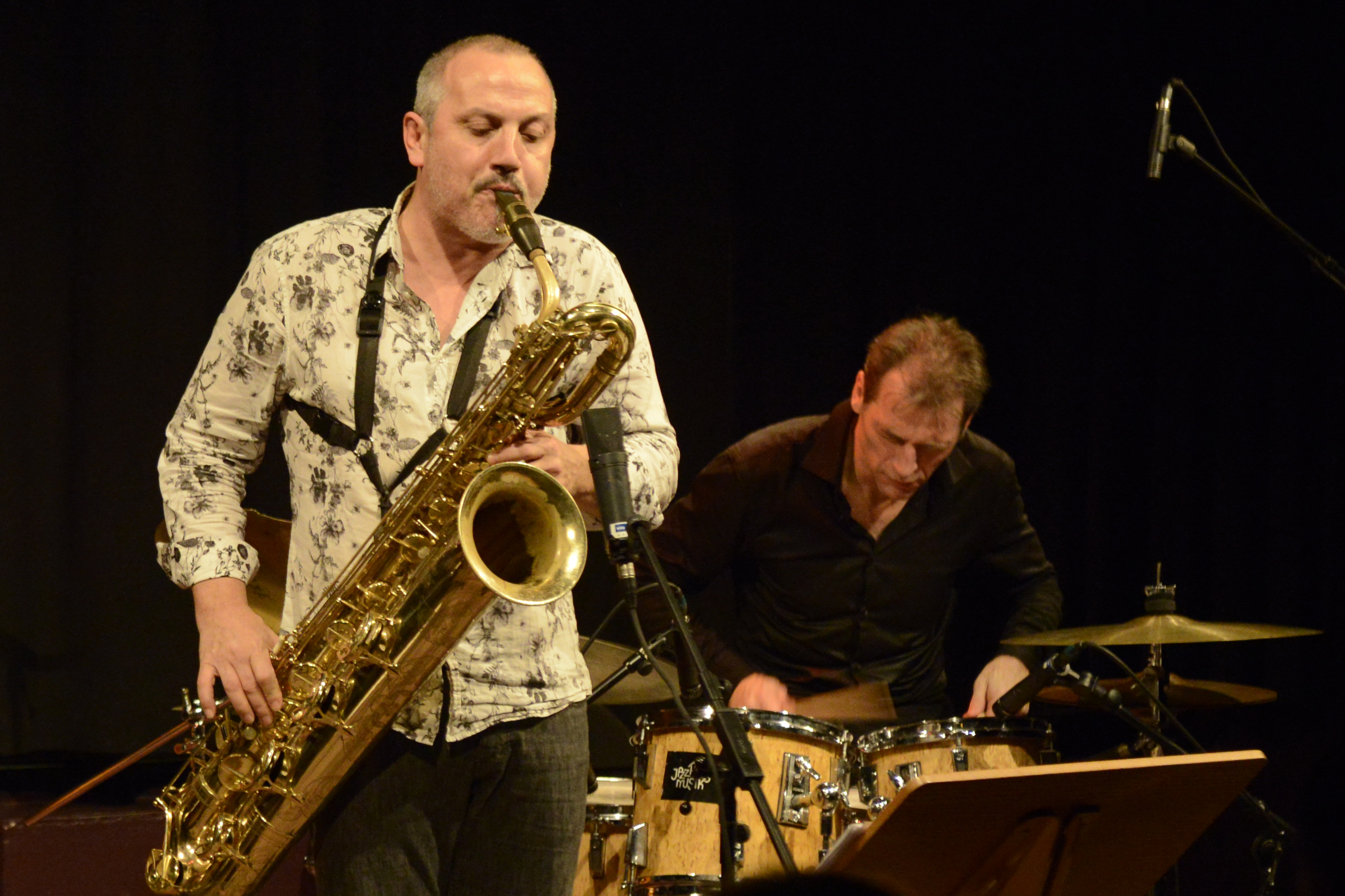
François Corneloup in Köln, Stadtgarten (Konzert mit Henri Texiers Hope Quartett, Dezember 2013)

François Corneloup (* 14. Januar 1963) ist ein französischer Musiker (Sopransaxophon, Baritonsaxophon) und Komponist im Bereich des Creative Jazz und der Neuen Improvisationsmusik.

## Leben und Wirken
François Corneloup ist Autodidakt und begann seine Karriere in den 1980er Jahren in der Compagnie Lubat von Bernard Lubat. Seit den 1990er Jahren arbeitete er in verschiedenen Projekten mit Médéric Collignon, Philippe Deschepper, Marc Ducret, Hélène Labarrière, Christophe Marguet, Dominique Pifarély, François Raulin (Trois plans sur la comète, 2002), Yves Robert, Louis Sclavis und Claude Tchamitchian. Seit 1995 leitet er eigene Gruppen; 1996 wirkte er an der Produktion Buenaventura Durruti mit. Im Folgejahr war er mit seinem Ensemble Calligraphes auf das Festival von Le Mans eingeladen. 1998 erschien sein erstes Album unter eigenem Namen, Jardins Ouvriers, das er im Trio mit Claude Tchamitchian und Éric Échampard eingespielt hatte. Auch wirkte er bei Sam Rivers Album Eight Day River (1997) mit.
Corneloup arbeitet auch in den Band-Projekten le Grand Lousadzak von Claude Tchamitchian, dem Soñjal Septet von Henri Texier (Mad Nomad(s), 1995), im Quartett von Hélène Labarrière (Les temps changent, 2007), im Duo mit dem Klarinettisten Sylvain Kassap und im Duo mit dem bretonischen Sänger Yann-Fañch Kemener. Des Weiteren spielte er in der Formation Ursus Minor mit Tony Hymas, Jef Lee Johnson und David King. In Minneapolis trat er auf dem Festival Minnesota Sur Seine mit seinem Quintett auf, dem Dominique Pifarély, Dean Magraw, Anthony Cox und JT Bates angehörten.

## Diskographische Hinweise
Alben unter eigenem Namen

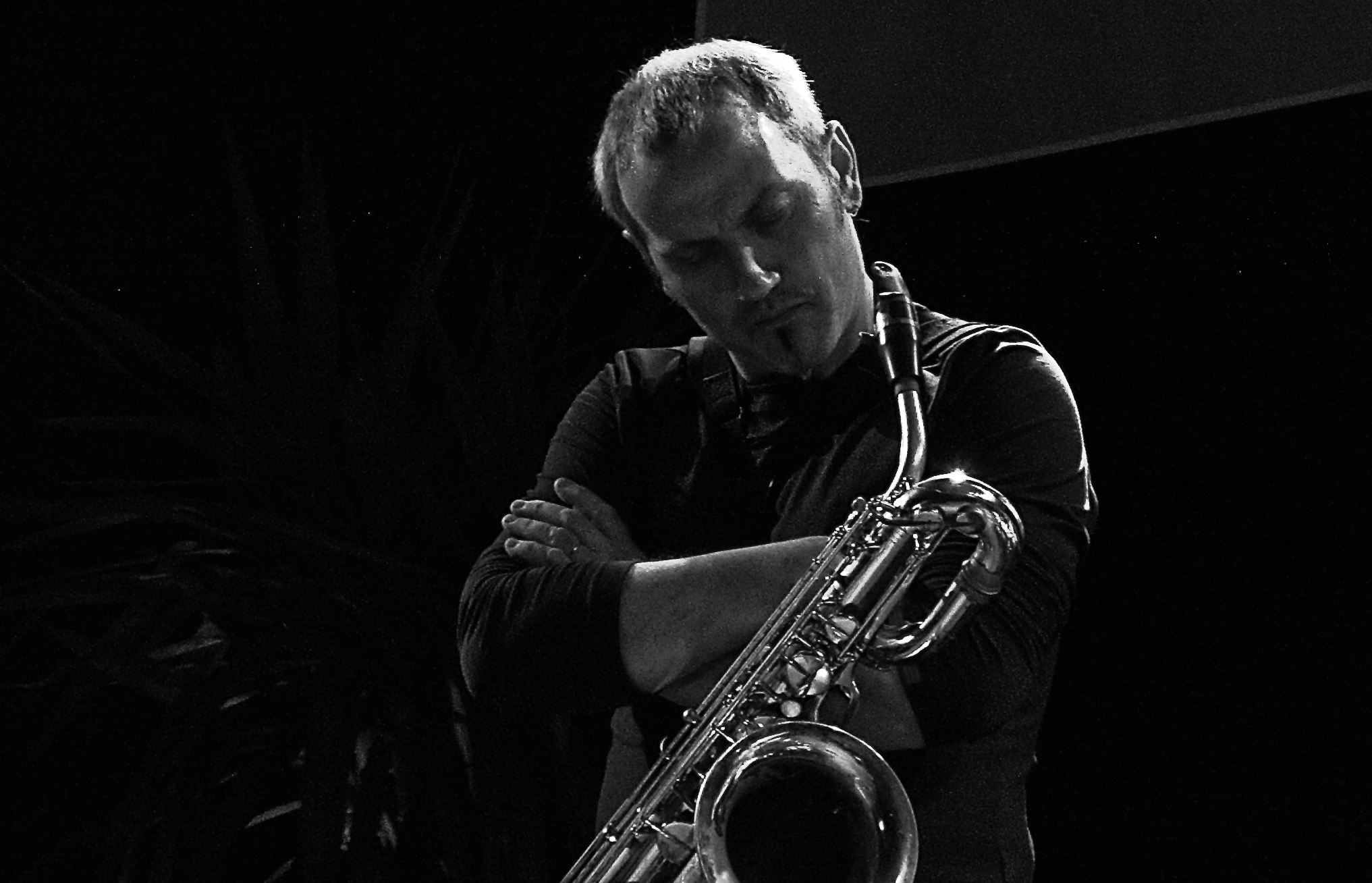
Francois Corneloup

- François Corneloup, Next, Hope Street (nato, 2008)
- François Corneloup trio avec Marc Ducret & Martin France, "u.l.m." (In Circum Girum, 2007)
- François Corneloup Quartet, Pidgin (Evidence/Frémeaux et Associés, 2004)
- François Corneloup Trio, Cadran Lunaire (Evidence, 2000)
- François Corneloup Trio, Jardins Ouvriers (Evidence, 1998)
- François Corneloup Quartet, Frégoli (Evidence) 1994

Duo- und Trioaufnahmen
- Duo Sylvain Kassap / François Corneloup, Deux (Evidence 1997)
- Duo Sylvain Kassap / François Corneloup, Pointe noire (Evidence)
- François Raulin Trio, Trois plans sur la Comète (Hatology, 2002)